# Arcfox GT
Arcfox GT — двухмоторный, полноприводный электромобиль-гиперкар, выпускающийся с 2020 года китайским автопроизводителем BAIC Motor под брендом Arcfox.

## История и описание модели
Arcfox GT впервые был представлен в марте 2019 года на Женевском автосалоне. Автомобиль приобрёл характерный для гиперкара «агрессивный» стиль, с узкими фарами и широко расставленными воздухозаборниками спереди, а также пологой линией крыши.

### Race Edition
В дополнение к базовому варианту под названием Street Edition, компания Arcfox также представила гоночный вариант под названием Race Edition. С визуальной точки зрения он отличается различной окраской кузова и характерными двойными ремнями на кузове, а также трансмиссией с меньшей мощностью, но лучшим крутящим моментом.

### Технические характеристики
Вариант Street Edition оснащён электродвигателем мощностью 1200 кВт (1609 л. с.) и крутящим моментом 800 Н·м. Заявленный разгон до 100 км/ч составляет 2,6 секунды, максимальная скорость с электронным ограничителем  — 255 км/ч, а запас хода на одной зарядке — 400 км. Вариант Race Edition оснащён электродвигателем мощностью 750 кВт (1000 л. с.) и крутящим моментом 1320 Н·м.